# Brander
En brander (eller et brandskib) var i sejlskibsperioden et skib, der blev ladet med let brandbare sager, i hvilke der blev stukket ild, hvorefter branderen sendtes ned mod de fjendtlige skibe for at stikke disse i brand. Brandere havde undertiden en mindre besætning om bord og førtes af en branderkommandør. Oftere dirigeredes det uden besætning med strøm og vind ned mod fjenden. Når der anvendtes krudt, blev der i branderen installeret en urværkmekanisme, der efter forløbet af en vis tid bragte krudtet til antændelse.